# Дорога до моря
«Дорога до моря» (рос. «Дорога к морю») — радянський художній фільм 1965 року, знятий на кіностудії «Мосфільм».

## Сюжет
За мотивами повісті І. М. Лаврова «Зустріч з дивом». Сестри-близнята Ася і Славка мріють вступити до мореходного училища. Після першої відмови дівчата їдуть в Забайкалля, влаштовуються на роботу в радгосп, знаходять справжніх друзів, закохуються, переживають усілякі пригоди і як і раніше мріють про море.

## У ролях
- Лариса Барабанова — Ася, сестра-близнючка
- Людмила Крилова — Славка (Ярослава), сестра-близнючка
- Олег Табаков — Лев Чемезов, поет-початківець
- Борис Токарєв — Толік Колокольцев
- Ігор Пушкарьов — Альоша Космачов («Космач»)
- Георгій Віцин — Олександр Терентійович, бригадир
- Олексій Грибов — Дорофєєв (Корнійович), майстер звірорадгоспу
- Геннадій Дудник — конферансьє
- Савелій Крамаров — Чегрєєв, кадровик міністерства
- Ірина Мурзаєва — глядачка
- Борис Новиков — московський таксист
- Ростислав Плятт — інженер-капітан 1-го рангу, який брав Асю на роботу в порт
- Зінаїда Славіна — Ія Конопльова
- Володимир Сєдов — епізод
- Катерина Савінова — продавчиня книг
- Світлана Харитонова — Дуся
- Зоя Багинанова — епізод
- Віктор Байков — пасажир таксі на стоянці (немає в титрах)
- Володимир Курков — пасажир таксі на стоянці (немає в титрах)
- Сергій Никоненко — єфрейтор у таксі (немає в титрах)
- Людмила Іванова — працівниця звірорадгоспу (немає в титрах)
- Юрій Кірєєв — лейтенант (немає в титрах)
- Лаци Олах — епізод (немає в титрах)
- Надія Самсонова — продавчиня морозива

## Знімальна група
- Режисерка — Ірина Поплавська
- Сценарист — Йосип Ольшанський
- Оператор — Віктор Шейнін
- Композитор — Борис Чайковський
- Художник — Борис Чеботарьов